# Egmont Colerus
Egmont Colerus-Geldern (Linz, 1888. május 12. – Bécs, 1939. április 8.) osztrák író, aki szépirodalmi műveken kívül sikeres népszerűsítő matematikai könyveket is írt.

## Élete

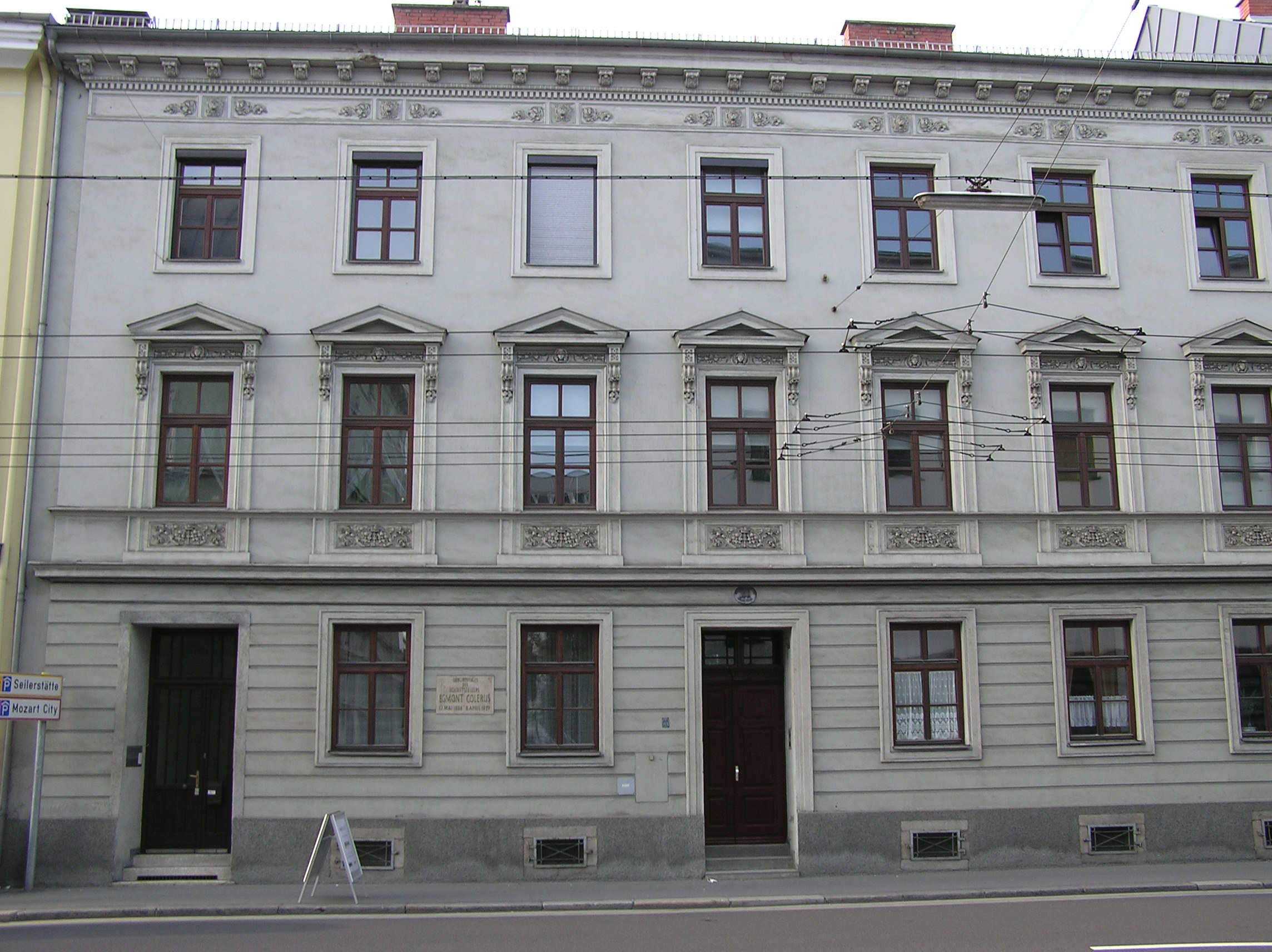
Szülőháza: Linz, Mozartstrasse 21

Apja hivatásos tiszt volt, így Egmont gyermekkorát a és fiatalságát apja mindenkori szolgálati helyőrségének megfelelően, az Osztrák–Magyar Monarchia különböző helyein töltötte. 1906-ban érettségizett Krems an der Donauban a piarista gimnáziumban. Bécsben végezte el jogi tanulmányait, majd doktorálása után egészen az első világháborúig jogászgyakornokként és a jogászi előkészítésben dolgozott. Az első világháború alatt hadbíróságon szolgált.

## Munkássága
Az első világháború után Colerus haláláig főállású tisztviselő volt az Osztrák Szövetségi Statisztikai Hivatalban (Bundesamt für Statistik Österreich, közismert nevén Statistik Austria.) Ebben az időben történelmi regényeket, szakkönyveket és drámákat írt. Részt vett egy felsőbb és statisztikai matematikakurzuson, amelyet a hivatalában szerveztek, és ez felkeltette érdeklődését a matematika iránt.
„A legtisztább, majdnem azt mondtam, legszentebb tudománnyal szembeni utálat” elleni küzdelemként megírta ismeretterjesztő könyveit „Vom Einmaleins zum Integral” (Az egyszeregytől az integrálig) és „Vom Punkt zur vierten Dimension” (A ponttól a négy dimenzióig), amelyeket több nyelvre is lefordítottak, ezek a művek máig kedvelt olvasnivalói a népszerű matematika után érdeklődőknek.

## Művei

### Regények
- 1920 Antarktis
- 1920 Sodom
- 1921 Der dritte Weg (A harmadik út)
- 1922 Weiße Magier (Fehér mágia)
- 1924 Wieder wandert Behemoth
- 1924 Pythagoras
- 1926 Zwei Welten. Ein Marco-Polo-Roman (Marco Polo)
- 1927 Tiberius auf Capri
- 1928 Die neue Rasse (Az új rassz???)
- 1929 Kaufherr und Krämer
- 1932 Matthias Werner
- 1934 Leibniz
- 1934 Vom Einmaleins zum Integral (Az egyszeregytől az integrálig: amit a matematikáról mindenkinek tudnia kell)
- 1935 Vom Punkt zur vierten Dimension (A ponttól a négy dimenzióig: amit a geometriáról mindenkinek tudnia kell)
- 1936 Geheimnis um Casanova
- 1937 Von Pythagoras bis Hilbert (Püthagorasztól Hilbertig)
- 1939 Archimedes in Alexandrien (Arkhimédész Alexandriában)

### Drámák
- 1927 Politik (Politika)
- 1935 Zweikampf (Kétpróba)

## Magyarul
- Az egyszeregytől az integrálig. Amit a matematikából mindenkinek tudnia kell; Franklin, Bp., 1937 (A Búvár könyvei)
- A ponttól a négy dimenzióig. Amit a geometriából mindenkinek tudnia kell; ford. Winkler József Péter; Franklin, Bp., 1938 (A Búvár könyvei)
- Pythagorastól Hilbertig. A matematika történetének korszakai és mesterei; ford. Winkler József Péter; Franklin, Bp., 1942 (A Búvár könyvei)
- A Pók hálójában. Regény; ford. Altay Magda; Palladis, Bp., 1943 (Palladis regénytár)
- Marco Polo kettős élete. Regény; ford. Sándor Imre; Palladis, Bp., 1943 (Palladis regénytár)

## Szakirodalom
- Blanca Colerus: Egmont Colerus : Schriftsteller, Humanist, Mathematiker; 1888 – 1939. Átdolgozta és kiegészítette Monica Skidelsky-Colerus, Trauner Verlag, Linz, 2006